# Chaetoleon pumilis
Chaetoleon pumilis is een insect uit de familie van de mierenleeuwen (Myrmeleontidae), die tot de orde netvleugeligen (Neuroptera) behoort. 
Chaetoleon pumilis is voor het eerst wetenschappelijk beschreven door Burmeister in 1839.